# إيزكيل تيتيه
إيزكيل تيتيه (بالإنجليزية: Ezekiel Tetteh)‏ هو لاعب كرة قدم غاني في مركز الهجوم، ولد في 30 أبريل 1992 في أكرا في غانا. لعب مع الأهلي شندي.

## وصلات خارجية
- إيزكيل تيتيه على موقع قاعدة بيانات كرة القدم.إي يو (الإنجليزية)